# Кизатау (Тимиш)
Кизатау (рум. Chizătău) насеље је у Румунији у округу Тимиш у општини Белинц. Oпштина се налази на надморској висини од 107 m.

## Прошлост
По "Румунској енциклопедији" место се помиње 1359. године. Ту је 1840. године основан познати хор. Село је добило на значају просласком трасе жељезничке пруге 1867. године.
Аустријски царски ревизор Ерлер је 1774. године констатовао да место припада округу и дистрикту Лугож. Становништво је било претежно влашко. Када је 1797. године пописан православни клир у месту су три свештеника. Пароси, поп Андреј Јанковић (рукоп. 1789), поп Григорије Јовановић (1753) и капелан поп Израил Поповић (1796) служе се само румунским језиком.

## Становништво
Према подацима из 2002. године у насељу је живело 888 становника.

### Попис2002.
| Расподела становништва по националности 2002.‍ | Расподела становништва по националности 2002.‍ | Расподела становништва по националности 2002.‍ | Расподела становништва по националности 2002.‍ | Расподела становништва по националности 2002.‍ |
| --------------------------------------------- | --------------------------------------------- | --------------------------------------------- | --------------------------------------------- | --------------------------------------------- |
|                                               |                                               |                                               |                                               |                                               |
| Румуни                                        | Румуни                                        |                                               | 856                                           | 96,5%                                         |
| Мађари                                        | Мађари                                        |                                               | 20                                            | 2,3%                                          |
| Немци                                         | Немци                                         |                                               | 11                                            | 1,2%                                          |